# Der Nachhauseweg
Der Nachhauseweg ist eine Erzählung  von Franz Kafka, die 1913 im Rahmen des Sammelbandes Betrachtung erschien. Sie beschreibt ein fantastisches Gefühl, das sich verliert, als der Erzähler zu Hause in seinem Zimmer ankommt.

## Inhalt
Ein Ich-Erzähler befindet sich hochgestimmt auf dem Nachhauseweg. Er fühlt sich eins mit seiner Umgebung, seiner Stadt, den Liebespaaren. Er fühlt sich so sehr vom Schicksal bevorzugt, dass er es wegen der Ungerechtigkeit tadeln muss. Als er aber in sein Zimmer tritt, wird er nachdenklich, ohne dass er etwas Nachdenkenswertes erlebt hätte. Das bleibt auch so, als er das Fenster öffnet und draußen Musik spielt.

## Textanalyse und Deutungsansatz
Der Erzähler ist in einer euphorischen Stimmung. Alles hat Bezug zu ihm, er sieht sich verantwortlich für alles, was um ihn geschieht, und er empfindet eine emotionale Verbindung mit allem. Man könnte auch sagen, dass er sich krankhaft manisch empfindet. Diese Stimmung ist bei einer Kafka-Figur sehr ungewöhnlich. Ungewöhnlich ist auch die Identifizierung mit den Liebespaaren und die deutliche Nennung der verschiedenen sexuell belegten Orte, an denen sich Liebespaare treffen. Die Euphorie legt sich aber, als er in sein Zimmer tritt. Es hilft auch nicht, dass er durch Fensteröffnen wieder eine Verbindung nach draußen herstellt. Das Alleinsein in seinem Zimmer führt ihn wieder auf den Boden seiner normalen Existenz zurück.
Die kleine Prosaskizze beschreibt den entgegengesetzten Ablauf der Erzählung Der plötzliche Spaziergang. In beiden Fällen wird dem Draußen eine wohltuende Wirkung zugeschrieben, das Zuhausesein wird dagegen als lähmend beschrieben.

## Ausgaben
- Franz Kafka: Sämtliche Erzählungen. Herausgegeben von Paul Raabe. Fischer Taschenbuch Verlag, 1970. ISBN 3-596-21078-X.
- Franz Kafka: Die Erzählungen. Originalfassung. Herausgegeben von Roger Hermes. Fischer Verlag, 1997, ISBN 3-596-13270-3.
- Franz Kafka: Drucke zu Lebzeiten. Herausgegeben von Wolf Kittler, Hans-Gerd Koch und Gerhard Neumann. Fischer Verlag, Frankfurt/Main 1996, ISBN 3-10-038152-1, S. 25/26.

## Sekundärliteratur
- Peter-André Alt: Franz Kafka: Der ewige Sohn. Eine Biographie. Verlag C.H. Beck, München 2005, ISBN 3-406-53441-4.